# Copa Jalisco 2013
La Copa Jalisco 2013 fue la tercera edición después de la Copa Jalisco 2012, en el que participaron el Club Deportivo Guadalajara, los Estudiantes Tecos, el Atlas de Guadalajara y el club Leones Negros de la Universidad de Guadalajara y sirvió de pretemporada para el Torneo Apertura 2013.

## Sistema de competición
- El torneo tuvo una duración de 2 días o jornadas. Se celebró entre el 26 y 29 de julio, a razón de dos partidos por equipo.

- Cada equipo consiguió 3 puntos por cada partido ganado, 1 punto por partido empatado y 0 por partido perdido.

- El club que sumó mayor cantidad de puntos fue el ganador. En caso de empate, se decidió por diferencia de goles.

## Jornadas

### Jornada 1
| 26 de julio de 2013 - 5:00 | Atlas                    | 2:0 (0:0) | Estudiantes Tecos | Estadio Jalisco, Guadalajara |  |
|                            | Santos 17' · Barraza 82' |           |                   |                              |  |

| 26 de julio de 2012 - 8:00 | Leones Negros | 0:1 (0:1) | Guadalajara        | Estadio Jalisco, Guadalajara |  |
|                            |               |           | Palacios 3' (a.g.) |                              |  |

### Jornada 2
| 29 de julio de 2013 - 5:00 | Leones Negros                               | 2:1 (1:0) | Estudiantes Tecos | Estadio Jalisco, Guadalajara |  |
|                            | Jairo González 52' · Cesar Valdovinos 75' · |           | Waluigi 50' ·     |                              |  |

| 29 de julio de 2013 - 8:00 | Atlas            | 1:3 (1:1) | Guadalajara                                                  | Estadio Jalisco, Guadalajara |  |
|                            | Matias Vuoso 17' |           | Miguel Sabah 2' · Giovani Hernández 49' · Erick Torres 90+3' |                              |  |

## Tabla de posiciones
| Equipo                     | Pts | PJ | PG | PE | PP | GF | GC | Dif |
| -------------------------- | --- | -- | -- | -- | -- | -- | -- | --- |
| Guadalajara                | 6   | 2  | 2  | 0  | 0  | 4  | 1  | +3  |
| Atlas                      | 3   | 2  | 1  | 0  | 1  | 3  | 3  | 0   |
| Universidad de Guadalajara | 3   | 2  | 1  | 0  | 1  | 2  | 2  | 0   |
| Estudiantes Tecos          | 0   | 2  | 0  | 0  | 2  | 1  | 4  | -3  |

| Campeón Guadalajara Primer título |

| Predecesor: Copa Jalisco 2012 | Copa Jalisco Copa Jalisco 2013 | Sucesor: Copa Jalisco 2014 |